# Miguel Covarrubias
José Miguel Covarrubias (Cidade do México, 22 de novembro de 1904 — 4 de fevereiro de 1957) foi um pintor e caricaturista, etnólogo e historiador de arte mexicano. Insatisfeito com o seu início de carreira no México, mudou-se para Nova Iorque em 1924, desenhou para várias revistas de relevo, casou com a dançarina Rosa Roland e ali permaneceu até 1932 quando viajou para o Sudeste Asiático (Java, Bali, Vietname), África e Europa como bolseiro da John Simon Guggenheim Memorial Foundation, e regressou à Cidade do México onde ensinou etnologia na Escuela Nacional de Antropologia e Historia.
O seu trabalho artístico e as suas caricaturas de celebridades apareceram nas revistas The New Yorker e Vanity Fair. A natureza linear dos seus desenhos influenciou grandemente outros caricaturistas como Al Hirschfeld. Fez várias ilustrações para a The Heritage Press as quais são muito procuradas por coleccionadores. Trabalhou também como ilustrador nas publicações de W.C. Handy. Entre 1942 e 1944 colaborou no jornal Dyn do artista austríaco Wolfgang Paalen.
Covarrubias é conhecido pela sua análise da arte pré-colombiana da Mesoamérica, particularmente a da cultura olmeca e a sua teoria da difusão cultural mexicana para o norte, particularmente para a cultura mississipiana. A sua análise da iconografia suportava de forma sólida a ideia de que os olmecas haviam precedido o período clássico anos antes de tal ser confirmado pela arqueologia. O seu interesse na antropologia ia para lá das artes e das Américas, tendo escrito uma completa etnografia da ilha de Bali, onde aliás viveu.